# NGC 7578A
NGC 7578A is een lensvormig sterrenstelsel in het sterrenbeeld Pegasus. Het hemelobject werd op 18 september 1784 ontdekt door de Duits-Britse astronoom William Herschel.

## Synoniemen
- ZWG 454.22
- UGC 12477
- VV 181
- MCG 3-59-24
- Arp 170
- HCG 94A
- HCG 94B
- PGC 70933